# Friedrich Kreutzberger
Friedrich Kreutzberger (* 16. Juli 1880 in Mondsee, Oberösterreich; † 1. Jänner 1949 ebenda) war ein österreichischer Politiker der Christlichsozialen Partei (CSP).

## Ausbildung und Beruf
Nach dem Besuch der Volksschule und einer Hauptschule in Wels lernte er den Beruf des Gerbers. Danach ging er auf Wanderschaft und arbeitete in Gerbereien und im Lederhandel in Deutschland, Wien und Ungarn. Im Jahr 1919 übernahm er den väterlichen Betrieb.

## Politische Funktionen
- 1926: Gemeindeausschußmitglied von Mondsee
- 1934–1938: Bürgermeister von Mondsee
- Gründungsmitglied der Volksbank Mondsee
- Innungsmeister der Gerber Oberösterreichs

## Politische Mandate
- 5. Jänner 1932 bis 2. Mai 1934: Abgeordneter zum Nationalrat (IV. Gesetzgebungsperiode), CSP